# 신사동 (은평구)
신사동(新寺洞)은 서울특별시 은평구의 법정동이다. 행정동으로 신사1동, 신사2동이 있다. 북쪽으로는 역촌동, 동쪽으로는 응암동, 남쪽으로는 증산동과 수색동이 각각 경계를 이루고 있으며, 서쪽으로는 경기도 고양시와 접해있는 전형적인 주거지역이다.

## 유래
신사동(新寺洞)의 명칭은 신사동 200번지 부근에 있었다는 새절에서 유래되었다고 하나, 현재 그 터의 흔적은 전혀 찾아볼 수가 없다. 고종 때 만든 《육전조례》나 《동국여지비고》에 뿐만 아니라 영조 때 겸재 정선이 만든『도성대지도(都城大地圖)』에도 이미 신사동계(新寺洞契)라는 지명이 나오는 것으로 보아 그 명칭의 유래가 매우 오래되었다는 것을 알 수 있다.

## 역사
- 풋나무골, 고택골, 새력굴 등 옛 지명이 전래
- 조선 시대, 한성부 북부 연은방(城外) 신사동계(新寺洞契)에 신사동(新寺洞)으로 속함
- 1914년 4월 행정구역 통폐합에 따라 경기도 고양군 은평면 신사리로 변경
- 1949년 8월 13일, 서대문구 (은평출장소에서 관할)에 편입[2]
- 1950년 3월 15일 신사리에서 신사동으로 변경
- 1979년 10월 1일, 은평출장소가 서대문구에서 분구되어 은평구 관할로 변경[3]
- 1989년 9월 1일 신사동이 신사제1동과 신사제2동으로 분동

## 교통
- 도로

신사동 동쪽을 증산로가 지나고 있고, 은평로와 가좌로의 서쪽 끝부분에 위치하고 있다. 봉산터널의 개통에 따라 경기도 고양시 원흥지구로 연결된다.
- 대중교통

신사동을 경유하는 버스 노선을 이용해 서울 각지로 이동할 수 있다. 서울 지하철 6호선 개통 이전에는 녹번역이나 연신내역을 향하는 버스를 이용하여야만 지하철을 이용할 수 있었으나, 현재에는 신응교 앞에 위치한 새절역, 북동쪽 신사오거리에 위치한 응암역에서 지하철을 이용할 수 있다.

## 교육
- 상신초등학교
- 서신초등학교
- 신사초등학교
- 덕산중학교
- 상신중학교
- 숭실중학교
- 숭실고등학교

## 같이 보기
- 대한민국의 행정 구역